# Bleasdalea
Bleasdalea là một chi thực vật có hoa thuộc họ Proteaceae.
Chi có hai loài là bản địa của vùng đông bắc Australia và New Guinea:
- Bleasdalea bleasdalei
- Bleasdalea papuana (Diels) Domin